# Amable Matussière
Pour les articles homonymes, voir Matussière.
Amable Matussière, né le 9 septembre 1829 à Marcenat et mort le 18 juin 1901 à Domène, est un industriel papetier et ingénieur hydraulicien français du XIXe siècle.

## Biographie
Après des brillantes études à l'École centrale Paris (Promotion 1865), il est ingénieur papetier. Il commence sa carrière dans la soierie puis à la suite de la découverte des défibreurs utilisant la force hydraulique permettant la fabrication d'une pâte à papier ordinaire. En 1865, il équipe une chute d'eau sur le Doménon et créée une papeterie, puis convainct Alfred Fredet d'en faire de même à Brignoud avant qu'un autre de ses ex-camarades, Aristide Bergès, étudiant ne construise la plus importante de la région à Lancey,. Amable Matussière reste dans les mémoires des lieux en tant « promoteur de nombreuses industries à Domène et dans la région et l’initiateur des hautes chutes en Dauphiné ».
Un buste à son honneur a été érigé dans le village de Domène.